# Осьвіно
Осьвіно (пол. Oświno) — село в Польщі, у гміні Хоцивель Старгардського повіту Західнопоморського воєводства.
Населення — 138 осіб (2011).
У 1975-1998 роках село належало до Щецинського воєводства.

## Демографія
Демографічна структура станом на 31 березня 2011 року:
|          | Загалом | Допрацездатний вік | Працездатний вік | Постпрацездатний вік |
| -------- | ------- | ------------------ | ---------------- | -------------------- |
| Чоловіки | 74      | 16                 | 50               | 8                    |
| Жінки    | 64      | 13                 | 31               | 20                   |
| Разом    | 138     | 29                 | 81               | 28                   |